# Вількун
Вількун (ісп. Vilcún) — селище в Чилі. Адміністративний центр однойменної комуни. Населення — 4953 особи (2002). Селище і комуна входить до складу провінції Каутин і регіону Арауканія.
Територія комуни — 1420,9 км². Чисельність населення — 23 592 осіб (2007). Щільність населення — 16,6 чол./км².

## Розташування
Селище розташоване за 31 км на схід від адміністративного центру області міста Темуко.
Комуна межує:
- на півночі — з комуною Лаутаро
- на північному сході — з комуною Куракаутин
- на сході — з комуною Меліпеуко
- на півдні — з комунами Кунко, Фрейре
- на заході — з комунами Темуко, Падре-Лас-Касас

## Демографія
Згідно з даними, зібраними під час перепису Національним інститутом статистики, населення комуни становить 23 592 особи, з яких 11 958 чоловіків та 11 634 жінки.
Населення комуни становить 2,52 % від загальної чисельності населення регіону Арауканія. 63,12 % належить до сільського населення та 36,88 % — міське населення.

### Найважливіші населені пункти комуни
- Вількун  (селище) — 4953 мешканців
- Черкенко (селище) — 2076 мешканців
- Кахон (селище) — 1995 мешканців